# Nikolai Puzanov
Nikolai Puzanov   (Kixtim, 7 d'abril de 1938 - Sant Petersburg, 2 de gener de 2008) fou un biatleta rus que va competir sota bandera de la Unió Soviètica durant la dècada de 1960.
El 1964 va prendre part en els Jocs Olímpics d'Hivern d'Innsbruck, on fou desè en la cursa dels 20 quilòmetres del programa de biatló. Quatre anys més tard, als Jocs de Grenoble, va disputar dues proves del programa de biatló. Fent equip amb Aleksandr Tíkhonov, Viktor Mamatov i Vladimir Gundartsev guanyà la medalla d'or en la cursa del relleu 4x7,5 km, mentre en la dels 20 quilòmetres fou sisè.
En el seu palmarès també destaquen una medalla d'or i tres de plata al Campionat del món de biatló.